# Anu Namshir
Aquest és un nom mongol. El nom és «Namshir», i «Anu» és un patronímic, no un cognom.

Anu Namshir (mongol: НАМШИРЫН АНУ)  (Ulaanbaatar, 12 d'abril de 1991) és una model mongola, dissenyadora gràfica i participant de concursos de bellesa que va representar Mongòlia a Miss Internacional 2013, Miss Manzhouli 2014, Model de Bikini Mundial 2015, Model Estrella d'Àsia 2015, Supermodel Internacional 2015, Miss Món 2015, i Miss Reina Turisme Internacional 2016.
Va guanyar el títol de Miss Mongòlia 2013, i posteriorment va ser coronada com a Model de Bikini Internacional 2014 (primera classificada) i Miss Manzhouli 2014 (guanyadora) a la Xina, Model Estrella d'Àsia 2015 i Supermodel Internacional 2015 (guanyadora) a Corea, i Miss Món Mongòlia 2015 (guanyador nacional). Després va representar Mongòlia a Miss Món 2015. El 26 de setembre de 2016 va ser coronada Miss Reina Turisme Internacional 2016 i va ser guardonada amb Miss Caritat. El 1r de desembre de 2016 va participat primer a Festival de Moda de Goyol 2017, que és organitzat anualment per l'Associació de Dissenyadors de Mongòlia amb el «Photo Model».

## Biografia

### Joventut i educació
Anu va néixer i va créixer a Ulan Bator (Mongòlia), i és la filla més gran de la seva família. El seu nom és de la poderosa reina mongol Anu. Va cursar estudis secundaris a la 14a escola secundària. Es va graduar a la Universitat de Ciència i Tecnologia de Mongòlia com a dissenyadora gràfica el 2013. Quan no treballa com a dissenyadora gràfica, treballava amb ONG que proporcionen assistència mèdica i educació sobre salut i drets de les dones amb l'esperança de ser una model a seguir per les futures generacions. Treballa a Colorset LLC Mongòlia des del 2013. Va realitzar un curs d'anglès al centre de formació Freebird per millorar les seves habilitats en anglès. Des del setembre de 2017, estudia a la Universitat de Zhejiang a Hangzhou (Xina).

### Vida personal
Anu té una relació amb Amarsanaa, qui treballa a Colorset LLC. Els dos havien estat sortint des de feia vuit anys. La seva primera filla va néixer el 18 de març de 2019.

## Carrera com a model

### Miss Mongòlia 2013
Anu va participar al concurs de bellesa Miss Mongolia 2013 quan era estudiant. Va ser coronada Miss Mongòlia el 14 de setembre de 2013 al Teatre Acadèmic Estatal de Drama. Aquesta competició es va emetre en MNB. Va representar Mongòlia a Miss Internacional 2013 al Japó.

### Miss Món Mongòlia 2015
Anu va competir al concurs Miss Món Mongòlia 2015, i va ser la guanyadora del concurs nacional i delegada de Mongòlia a la competició Miss Món 2015. a través d'un xou d'impacte de televisió que va concloure el 5 de juliol al Teatre Acadèmic Estatal d'Òpera i Ballet, Ulan Bator. Aquest concurs de bellesa es va emetre a la televisió MNC. Va representar Mongòlia al concurs Miss Món2015 celebrat a Sanya, a l'illa de Hainan (Xina). L'octubre del 2016 va passar la seva corona a la següent guanyadora nacional, Bayartsetseg Altangerel, durant la cerimònia de la guanyadora.
L'Anu té el talent de pintar retrats amb els llavis, fent petons. Primer va pintar per a «Miss Talent» a Miss Mongòlia 2013, i després també va pintar amb els seus llavis per a «Miss Talent» al Miss Món 2015. Va fer una exposició artística que va rebre el nom d'Esdeveniment artístic de petons benèfics el 18 de setembre de 2015 a la Galeria d'Art Q d'Ulan Bator per a «Bellesa amb un propòsit» a Miss Món 2015. Durant l'Esdeveniment artístic de petons benèfics, va pintar retrats de persones famoses com Genguis Kan, Michael Jackson, Marilyn Monroe... etc. Va donar tots els ingressos de l'exposició d'art a nens de baix nivell de vida per a la seva educació. Va crear i va donar una lliçó de vídeo sobre la maduresa sexual per als adolescents.

### Miss Món 2015
Anu va representar Mongòlia al Miss Món 2015, la 65a edició del certamen Miss Món que es va celebrar el 19 de desembre de 2015 al Crown of Beauty Theatre, Sanya (Xina). 114 concursants de tot el món van competir per la corona. Durant el certamen, el seu vestit es va convertir en un dels 10 millors vestits de disseny que va confeccionar Tserenlkhagva Khuyag-Ochi, dissenyador de Precious Fashion House, i la van convidar a exposar els seus retrats que va pintar amb els llavis a Londres.

### Miss Reina Turisme Internacional 2016
Va participar en representació de Mongòlia al Miss Reina Turisme Internacional 2016. El certamen de bellesa va continuar del 12 al 26 de setembre de 2016. A la conclusió de la final de Miss Reina Turisme Internacional 2016 celebrada el 26 de setembre de 2016 a Wenzhou (Xina), es va coronar Namshir com a guanyadora, succeint a Kantapat Peeradachainarin de Tailàndia com a nova Miss Reina Turisme Internacional 2016 després de competir contra altres 27 concursants per a assolir l'anhelat títol.
També va guanyar Miss Caritat. A més de guanyar el títol, Anu també va rebre 10.000 dòlars americans en efectiu com a premi. En aquest certamen, Miss Oyungerel Gankhuyag va participar per primera vegada el 2007 representant Mongòlia. Anu va escriure a la seva pàgina de Facebook: «El meu somni s'ha fet realitat. Vull expressar el meu agraïment a la meva família, al meu amor, fundador de l'agència de models mongols D. Bolormaa, i a tots els mongols per estar sempre al meu costat. També estic molt agraïda per Precious Fashion House per haver fet tots els meus vestits. Sempre he volgut promocionar Mongòlia al món coronant-me en competicions internacionals. Vaig intentar dur arribar al meu somni. He collit el que he plantat. Si tens un somni, treballa-hi. Si està al vostre cor, mai no us rendiu».
L'octubre de 2016 va viatjar per Taiwan, com guanyadora de Miss Reina Turisme Internacional 2016 (com «Oceà Pacífic»), i va participar com a convidada Festival de Premis Cavall d'Or del Cinema 2016 a Taipei (Taiwan). El 1r de gener de 2017 va volar a Vietnam com a guanyadora de Miss Reina Turisme Internacional 2016. Durant la seva visita, va ser convidada a assistir a la conferència de premsa de la Ciutat Ho Chi Minh per al concurs Miss Reina Turisme Vietnam 2017. El 7 de març de 2017 va volar a Vietnam per a fer de jutgessa al concurs final de Miss Turisme Vietnam 2017.

## Obra humanitària
Anu va vendre el seu vestit en una subhasta per ajudar una noia que va anomenar Erdenebulgan a comprar-li un respirador mèdic. Així doncs, Anu va publicar al seu Facebook: «Porto aquest vestit que Tseegii Angia de Precious Fashion House em va fer, per començar el meu èxit i que estimo molt. Vaig a vendre aquest vestit en una subhasta per donar un respirador a una noia preciosa».

## Aparicions

### Videos musicals
| Any  | Títol de la cançó                    | Artista           |
| ---- | ------------------------------------ | ----------------- |
| 2012 | Бид (Nosaltres)                      | Nomin Talst       |
| 2013 | Дөрвөн улирал (Quatre estacions)     | Bold Dorjsuren    |
| 2014 | Com dibuixar llum (lliço en video)   | amb Lkhagva-Ochir |
| 2015 | Сэтгэлийн тэнгис (Oceà de Sentiment) | Serchmaa          |

### Aparicions en espectacles
| Any  | Títol                         | Paper  | Obra                                  |
| ---- | ----------------------------- | ------ | ------------------------------------- |
| 2015 | Цаг өөр болжээ (Temps passat) | actriu | Мөрөөдлийн театр (Teatre dels Somnis) |

### Programes de televisió
| Any  | Títol                                        | Paper      | Programa         |
| ---- | -------------------------------------------- | ---------- | ---------------- |
| 2013 | Miss Mongòlia 2013                           | Concursant | MNB              |
| 2014 | Miss Mongolia 2014                           | Jutgessa   | MNB              |
| 2014 | NB & Sally                                   | Convidada  | YouTube          |
| 2014 | Open House                                   | Convidada  | ETV              |
| 2015 | Нийслэл хэмнэл (Ritme metropolità)           | Convidada  | C1               |
| 2015 | Өнөөдрийн эхлэл (Avui comencem)              | Convidada  | C1               |
| 2015 | Шинэ жилийн хөтөлбөр (Programa de Cap d'Any) | Convidada  | NTV              |
| 2015 | Шинэ жилийн хөтөлбөр (Programa de Cap d'Any) | Convidada  | MNC              |
| 2015 | Miss Món Mongòlia 2015                       | Concursant | MNC              |
| 2015 | Miss Món 2015                                | Concursant | MNC              |
| 2016 | Гилийн хатан (Giliin hatan)                  | Convidada  | UBS              |
| 2016 | шөнийн хөтөлбөр (Ciutat nocturna)            | Convidada  | UBS              |
| 2016 | Чөлөөт эмэгтэйчүүд (Estil lliure femení)     | Convidada  | NTV              |
| 2016 | Нийслэл хэмнэл (Ritme metropolità)           | Convidada  | C1               |
| 2016 | шөнийн хөтөлбөр (ciutat nocturna)            | Convidada  | UBS              |
| 2016 | Чөлөөт эмэгтэйчүүд (Estil lliure femení)     | Convidada  | NTV              |
| 2016 | Бүсгүй ааль (Comportament de Dames)          | Convidada  | SBN              |
| 2017 | Gyalbaa                                      | Convidada  | SBN              |
| 2017 | Changa shivnee                               | Convidada  | Star TV Mongolia |

### Anuncis
| Any       | Companyia                           | Nom de la marca                       |
| --------- | ----------------------------------- | ------------------------------------- |
| 2011-2012 | Gobi                                | (Cara de Gobi)                        |
| 2013      | Darhan minj                         | (Cara de Darhan minj)                 |
| 2014      | MIAT Mongolian Airlines             | Air Market                            |
| 2014      | Heineken                            | Heineken                              |
| 2015      | Z24                                 | AIRBOOK-Z24                           |
| 2015      | Milk LLC                            | Llet                                  |
| 2015      | Mobicom Corporation                 | Smartphone                            |
| 2015      | Zuun Huree Shiltgeen LLC            | Ciutat de Zuun Huree                  |
| 2015      | Monos                               | Biomon                                |
| 2015      | Urban Jeans                         | (cara d'Urban Jeans)                  |
| 2016      | Free Bird English                   | Tuition discount                      |
| 2016      | Unitel (Mongòlia)                   | Tugs card                             |
| 2016      | Lip balm (Japan brand)              | Fruites Lip Baby                      |
| 2016      | Porsche                             | Porsche                               |
| 2016      | Mild Cosmetics                      | ICHIKAMI (cura del cabell)            |
| 2016      | Gobi Cashmere                       | SUMMER/SPRING 2016(FS)                |
| 2016      | Urban Jeans                         | Col·lecció Khuree                     |
| 2016      | Divine                              | Vetits de núvia                       |
| 2016      | Gobi Cashmere                       | De GOAT a COAT                        |
| 2016      | Monos                               | Biogen                                |
| 2016      | Clínica dermatològica Cinderella    | Clínica dermatològica                 |
| 2016      | Turk nehii deel                     | Col·lecció d'hivern                   |
| 2016      | Bishrelt Department Store           | Un regal que volia fer                |
| 2016      | Altan Gobi                          | Cervesa Premium Altan Gobi            |
| 2016      | Torgo fashion                       | Torgo fashion 2017                    |
| 2016      | Urban Jeans                         | Col·lecció Khuree                     |
| 2017      | Unigas (Юнигаз)                     | Point Card                            |
| 2017      | Saló de bellesa i perruqueria Merak | Saló de bellesa i perruqueria Merak   |
| 2017      | Argan Mongolia                      | Xampú amb oli Argan                   |
| 2017      | ThermoCeutical Mongolia             | ThermoCeutical                        |
| 2017      | Tuwza                               | Tuwza                                 |
| 2017      | Urban Jeans                         | Tardor 2017                           |
| 2017      | Ulaanbaatar City FC                 | Futbol Club de la ciutat d'Ulan Bator |
| 2017      | ThermoCeutical Mongolia             | ThermoCeutical                        |

## Premis
| Any  | Premi                                           | Categoria                         | Nominació              | Resultat   |
| ---- | ----------------------------------------------- | --------------------------------- | ---------------------- | ---------- |
| 2010 | Universitat de Ciència i Tecnologia de Mongòlia | La millor model                   | Millor model           | Guanyadora |
| 2011 | La cara de Mongòlia                             | La millor model                   | N/D                    | Guanyadora |
| 2013 | Miss Mongòlia 2013                              | Guanyadora                        | N/D                    | Guanyadora |
| 2013 | Miss Internacional 2013                         | Missosology.org                   | Millor passarel·la     | Guanyadora |
| 2013 | Federació Juvenil de Mongòlia                   | Medalla d'or per a la millor jove | N/D                    | Guanyadora |
| 2014 | World Bikini Model International 2014           | Guanyadora de la primera ronda    | N/D                    | Guanyadora |
| 2014 | World Bikini Model International 2014           | Premi al Gust                     | N/D                    | Guanyadora |
| 2014 | Miss Manzhouli 2014                             | Guanyadora                        | N/D                    | Guanyadora |
| 2015 | Model Estrella d'Àsia 2015                      | Guanyadora                        | N/D                    | Guanyadora |
| 2015 | Supermodel Internacional                        | Guanyadora primera ronda          | N/D                    | Guanyadora |
| 2015 | Supermodel Internacional                        | Guanyadora                        | N/D                    | Guanyadora |
| 2015 | Supermodel Internacional                        | Premi al Gust                     | N/D                    | Guanyadora |
| 2015 | Supermodel Internacional                        | Miss Photogenic                   | N/D                    | Guanyadora |
| 2015 | Miss Mòn Mongòlia 2015                          | Guanyadora                        | N/D                    | Guanyadora |
| 2015 | Miss Mòn Mongòlia 2015                          | Miss Bellesa de Platja            | Miss Bellesa de Platja | Guanyadora |
| 2016 | Miss Nació Mongola                              | Miss Bikini                       | N/D                    | Guanyadora |
| 2016 | Miss Nació Mongola                              | Premi al Gust                     | N/D                    | Guanyadora |
| 2016 | Miss Reina Turisme Internacional 2016           | Guanyadora                        | N/D                    | Guanyadora |
| 2016 | Miss Reina Turisme Internacional 2016           | Miss Charity                      | N/D                    | Guanyadora |
| 2016 | Miss Reina Turisme Internacional 2016           | Reina                             | N/D                    | Guanyadora |
| 2016 | Festival de Moda de Goyol 2017                  | Model de fotografia               | Model de fotografia    | Guanyadora |